# Antonio Levy
Antonio Levy Villegas (Guadalajara, Jalisco, 1921 a 26 de marzo de 1959) fue un empresario mexicano que fungió como presidente del Club Deportivo Guadalajara durante el período de 1954 a 1956.

## Biografía
Nació en Guadalajara, Jalisco en 1921, nieto de Jose Lévy Rheims, fue el sexto hijo del matrimonio formado por Eduardo Levy y Amalia Villegas. Sus hermanos fueron Amalia, Eduardo, Irene, Enriqueta, Laura, Elena y Agustín Levy Villegas. En enero de 1943 contrajo matrimonio con Elia Salido Almada, con quien procreó a sus hijos Amalia, María de la Paz Irma, Elia Guadalupe, Cristina y Antonio Levy Salido.
Fue miembro del Club Deportivo Guadalajara, donde jugó tenis desde los 12 años de edad. Durante la gestión de Federico González Obregón fue tesorero de la comisión de fútbol del Guadalajara, y finalmente logró ocupar la presidencia del club rojiblanco durante el período de 1954 a 1956.
A Antonio Levy se le puede atribuir que al Club Deportivo Guadalajara se le llame "Chivas", ya que siendo directivo en el clásico del fútbol mexicano en la semana 8 de la temporada 1948-49 en la ciudad de Guadalajara se le prendió el foco de comprar una chiva, vestirla de los colores rojo y blanco y presentarla como "mascota oficial" antes del partido, en dicho encuentro las "Chivas" se impusieron por goleada de 6-2. Esta idea brillante se le ocurrió luego de que, en un enfrentamiento nocturno el 31 de septiembre de 1948 entre el Guadalajara y Tampico, un aficionado, tal vez rojinegro, lanzara un grito desde las tribunas diciendo: míralos parecen "Chivas", al ver que Javier de la Torre dando brincos, no podía pasar a un adversario. Dicho grito al día siguiente se popularizó siendo así el encabezado del diario El Informador que redactó "Jugaron a las carreras y ganaron las Chivas 1-0" naciendo así una de las burlas que los rojinegros (Atlas) presumen de su creación. Este es uno de los motes más famosos a nivel mundial que un equipo deportivo pueda tener.
Sentó las bases del primer campeonato de Chivas y del campeonísimo al traer en 1955 a Donaldo Ross como director técnico del Club Deportivo Guadalajara. El término de su presidencia fue a mitad del campeonato 1956-57, iniciando en ese año el "Campeonísimo" en su gestión y terminando con Evaristo Cárdenas.
En 1956 fue miembro fundador de Clubes Unidos de Jalisco A.C. al ser el presidente del Club Deportivo Guadalajara, dicha asociación se creó con la visión de Alberto Alvo con el fin principal de construir el Estadio Jalisco. 
A Antonio Levy junto con Evaristo Cárdenas, Salvador Hernández, Federico Gonzales Obregón, Moi Estrada, Luis Rodríguez Aceves, Luis Morales Serrano, Javier Herrera Diaz y los gobernadores de México, Jalisco y Guadalajara, el presidente Gustavo Díaz Ordaz, el gobernador Agustín Yáñez y Juan Gil Preciado, respectivamente, se les considera como uno de los creadores del Estadio Jalisco.
En 1958 fue socio fundador y directivo del Club de Yates de Chapala junto con Leopoldo Rubio Jr., Jorge Salcedo, Ricardo Collignon, Julio Partida, Leopoldo Fernández, Ingeniero Javier Vallejo, Arturo Godínez, Víctor González Luna Jr.
También fue miembro de la Sociedad Mutualista de Empleados de Comercio, de la Alianza de Cazadores Diana, del club de yates y consejero de la Cámara de Comercio de Guadalajara.
Murió el 26 de marzo de 1959 a causa de un accidente en el lago de Chapala, el gobernador Juan Gil Preciado llegó al lugar y no partió de ahí hasta que estuviera resuelta la búsqueda, tuvo un concurrido velorio ya que era muy querido por los diferentes entornos sociales de la ciudad y del país, fue enterrado en el Panteón de Mezquitán.
Antonio es abuelo de Agustín Levy Chaparro, un empresario del ramo inmobiliario con sede en Guadalajara (México), quien en 2019 manifestó su interés por comprar al Club Deportivo Guadalajara (México) junto con otros inversionistas. 